# GNOME Discos
GNOME Disks (también conocida como gnome-disk-utility, o GNOME Disks o palimpsest) es un front-end gráfico de udisks incluido en el paquete gnome-disk-utility. Se puede utilizar GNOME Disk para la gestión de particiones, motorización de tipo S.M.A.R.T., evaluación comparativa y software RAID (hasta v. 3.12).
Disks se ha incluido en varias distribuciones de Linux incluyendo Debian, Ubuntu, Linux Mint, Trisquel, Fedora, Red Hat Enterprise Linux 6  y CentOS.